# 서방 (기관)

서방(書房)은 정방(政房)과 함께 최씨 무인정권 이후로 무신정권을 뒷받침하던 文武축의 하나였다. 서방은 최씨무인정권의 2대 집정인 최우가 설치한 문인들의 모임으로서 무력기구인 도방에 대응하여 조직되었다. 최우는 이 서방을 통해 文政雙全의 정책을 폈다고 할 수 있다. 
서방이 설치되는 것은 정방이 설치되고나서 2년 후인 고종 14년이다. 정방 역시 문사들의 기구로서 양자가 이와 같은 시차를 두고 설치된 것에 대해 가장 유력한 해석은 일단 최우는 먼저 정방을 설치하여 文士들을 정치적으로 등용하고 뒤에 다시 서방을 설치하여 나머지 인원을 편입시켰던 것으로 추측된다. 
서방의 역할에 대해서는 전통적으로 자문기구라는 설이 유력했다. 요즈음 서방이 도방, 삼별초 등과 함께 왕을 호위하는 임무를 맡았다는 기사를 해석하여, 서방이 가병(家兵)이라고까지는 할 수 없어도 그것에 준하는 조직이 아니었겠느냐는 주장도 나오고 있지만, 군사적 임무와 관계없는 옹위나 호위도 얼마든지 있을 수 있기 때문에 그러한 해석은 무리라고 본다. 최우가 자신의 세력 과시를 위해서라도 동원할 수도 있다. 굳이 서방의 역할을 군사적인 면과 결부시킬 필요는 없을 것이며, 통상 논의되어오던 바로 서방은 자문기구로서 역할을 수행했다고 보는 것이 나을 것이다. 
서방은 정방과 더불어 문사들의 기구이고, 앞서 설명했듯이 최씨정권은 이 서방을 통해 문무의 실권을 아울러 장악하는 실효를 거두게 되었으며, 문인들은 이 두 조직(정방과 서방)을 통해서 문신의 지위가 추락할대로 추락한 당시 상황속에서 자구책을 모색했던 것으로 보인다. 정방은 실무 기관, 서방은 학문 기관이라는 설도 있다.
이 서방은 임유무가 살해되어 무신정권이 끝나는 것과 때를 같이하여 폐지되었다. 다만 정방은 조선 건국때까지 존속하여 여전히 중요한 영향력을 행사하게 된다.